# East Coast Bays
El East Coast Bays es un club de fútbol de la ciudad de North Shore, Nueva Zelanda. Juega en la Northern League, máxima división del fútbol de Auckland. Ganó la Copa Chatham 2008 y la Northern League en tres ocasiones.

## Palmarés
- Copa Chatham (1): 2008.
- Northern League (3): 1981, 2010 y 2013.